# Gare d'Oulx - Cesana - Claviere - Sestrières
La gare d'Oulx - Cesana - Claviere - Sestrières (en italien : stazione di Oulx-Cesana-Claviere-Sestriere), est une gare ferroviaire italienne de la ville d'Oulx, dans le Piémont.

## Situation ferroviaire
La gare est située au point kilométrique (PK) 72,748 de la ligne du Fréjus, entre les gares de Salbertrand et de Beaulard.

## Service des voyageurs

### Desserte
La gare est desservie par des trains régionaux sur la relation Bardonnèche – Turin-Porta-Nuova.
Elle est aussi desservie par des TGV inOui, qui circulent entre Paris-Gare-de-Lyon et Milan-Porta Garibaldi. Cet arrêt est également effectué, en remplacement de Bardonnèche à partir du premier semestre 2025, par des trains Frecciarossa (ayant pour terminus Milan-Centrale) dans le cadre de l'ouverture à la concurrence.